# Karla Keck
Karla Keck (* 30. Juli 1975 in Oconomowoc) ist eine ehemalige US-amerikanische Skispringerin.

## Werdegang
Ihren ersten internationalen Erfolg feierte Karla Keck 1999, als sie den 2. Platz im FIS Ladies Grand Prix hinter der Österreicherin Sandra Kaiser und vor Daniela Iraschko erreichte. Ab 2003 startete Keck international bei FIS-Rennen. Am 23. Juli 2004 gab sie in Park City ihr Debüt im Ladies-Continental Cup (COC). Dabei gewann sie bereits in diesem Springen mit Platz 14 erste COC-Punkte. Auch in den folgenden Wettkämpfen sprang sie immer in die Punkteränge und beendete die Continental-Cup-Saison 2004/05 am Ende auf dem 22. Platz in der Gesamtwertung. Auch in den folgenden zwei Jahren konnte sie sich mehrfach innerhalb der Punkteränge platzieren, kam aber nicht mehr auf eine vordere Platzierung in der Gesamtwertung. Am 22. Juli 2006 beendete sie nach nur zwei Jahren im Continental Cup mit dem Springen in Park City ihre aktive Skisprungkarriere.